# São Rafael (Rio Grande do Norte)
São Rafael is een gemeente in de Braziliaanse deelstaat Rio Grande do Norte. De gemeente telt 8.357 inwoners (schatting 2009).